# Harold's Chicken Shack
O Harold's Chicken Shack (também conhecido como The Fried Chicken King, Harold's Chicken, ou simplesmente Harold's) é um popular restaurante de frango frito sediado em Chicago, Illinois. A cadeia opera principalmente nas comunidades predominantemente negras de Chicago, mas tem outras localizações em Carbondale, Illinois; Springfield, Illinois; Noroeste de Indiana; Indianápolis, Indiana; Phoenix, Arizona; Atlanta, Geórgia; Las Vegas, Nevada; St. Louis, Missouri; Houston, Texas; Brooklyn Center, Minnesota; e Los Angeles, Califórnia.

## História
Harold Pierce, um empresário afro-americano que se mudou para Chicago em 1943, fundou o restaurante a 22 de junho de 1950, na esquina da 47th Street com a Kenwood, perto da propriedade onde trabalhava como motorista. Harold e a sua mulher também geriam um restaurante de soul food na 39th Street, chamado H&H (Harold&Hilda); as suas especialidades eram bolinhos de massa e pés de galinha. Pierce diferia de outros inovadores da fast-food no desenvolvimento da marca Harold's. Queria que cada franchisador desenvolvesse a sua personalidade, em vez de forçar cada um a encaixar-se no mesmo molde. Ele queria que cada franchisador desenvolvesse a sua personalidade em vez de forçar cada um a adaptar-se ao mesmo molde. Alguns restaurantes Harold's são muito informais, com frango para levar servido por empregados que se encontram atrás de uma janela de vidro à prova de bala (originalmente introduzida como uma necessidade e não como uma preocupação estética). Outros oferecem a opção de jantar no local. Os Harold's Chicken Shacks podem ou não oferecer bebidas de fonte, itens adicionais do menu, serviços de catering ou entrega. As únicas constantes são os jantares básicos de frango e o emblema de um cozinheiro a perseguir um frango com um cutelo. Mesmo este varia muito, por vezes representado em luzes e por vezes pintado à mão. Muitas vezes, o cozinheiro está vestido como um rei. Os restaurantes Harold's são também designados por “Harold's: The Fried Chicken King”, que pode ser visto em muitas placas antigas da zona sul.
O Harold's Chicken Shack situa-se principalmente em Chicago, Illinois, com 40 locais em toda a cidade, em especial na zona sul, cuja concentração se deve, em parte, ao fato de a sua atividade se limitar aos bairros negros. Existem dezenas de “barracas” na zona sul de Chicago e nos subúrbios vizinhos a sul, várias na zona oeste, várias localizações nos subúrbios a oeste (por exemplo, em Oak Park e Aurora) e algumas na zona norte da cidade.